# 15 октомври
15 октомври е 288-ият ден в годината според григорианския календар (289-и през високосна). Остават 77 дни до края на годината.

## Събития
- 1014 г. – След смъртта на Самуил за цар на България е коронован синът му Гаврил Радомир.
- 1570 г. – Основан е град Пхенян – днешната столица на Северна Корея.
- 1581 г. – В Париж в кралския дворец е представено първото публично балетно представление.
- 1582 г. – Папа Григорий XIII въвежда Грегорианския календар, след като в Италия, Полша, Португалия и Испания 4 октомври от тази година е последван веднага от 15 октомври.
- 1880 г. – Завършва строителството на Кьолнската катедрала, продължило 632 години.
- 1894 г. – Френският офицер Алфред Драйфус е арестуван по обвинение в шпионаж и национално предателство.
- 1912 г. – Балканската война: С решение на сръбското правителство се създава сръбска администрация в окупираната Вардарска Македония.
- 1917 г. – Първата световна война: Край Париж е екзекутирана нидерландската шпионка Мата Хари.
- 1923 г. – Във Виена е съставен Задграничен комитет на БКП в състав: Васил Коларов, Георги Димитров и Георги Михайлов.
- 1940 г. – Състои се премиерата на американския игрален филм „Великият диктатор“.

- 1944 г. – Втората световна война: При спецакция на нацисткия разузнавач Ото Скорцени е отвлечен синът на държавния глава на Унгария адмирал Миклош Хорти, който по-късно е принуден да напусне поста си.
- 1961 г. – В Лондон е учредена международната организация Амнести Интернешънъл.
- 1968 г. – С договор между Чехословакия и СССР е регламентирано постоянно присъствие на съветски войски на територията на Чехословакия.
- 1985 г. – Михаил Горбачов представя на пленум на ЦК на КПСС своите идеи за перестройка в икономиката.
- 1987 г. – Самолетът при полет 460 на „Еъро Транспорти Италиани“ се разбива в планината, близо до езерото Лаго ди Комо, Италия и убива всички 37 души на борда.
- 1990 г. – Съветският ръководител Михаил Горбачов е удостоен с Нобелова награда за мир за своя принос към намаляването на напрежението от Студената война и отварянето на своята нация към света.
- 1996 г. – Двата най-големи синдиката – КНСБ и Подкрепа, провеждат протестен митинг срещу политиката на правителството на Жан Виденов на площада пред храм-паметника „Св. Александър Невски“.
- 1997 г. – Изстрелян е космическият апарат Касини-Хюйгенс към Сатурн по съвместна програма на НАСА и ЕКА.
- 2003 г. – Китай изстрелва в космоса първия си пилотиран космически апарат – Шънджоу 5.

## Родени
- 70 пр.н.е. – Вергилий, древноримски поет († 19 пр.н.е.)
- 1527 г. – Мария-Мануела Португалска, принцеса на Астуриас († 1545 г.)
- 1542 г. – Акбар Велики, император на Индия († 1605 г.)
- 1608 г. – Еванджелиста Торичели, италиански физик и математик († 1647 г.)
- 1805 г. – Хачатур Абовян, арменски писател († 1848 г.)
- 1814 г. – Михаил Лермонтов, руски писател († 1841 г.)
- 1829 г. – Асаф Хол, американски астроном († 1907 г.)
- 1834 г. – Петър Оджаков, български просветен деец († 1916 г.)
- 1844 г. – Фридрих Ницше, германски философ († 1900 г.)
- 1856 г. – Радой Козаров, български юрист, общественик и депутат († 1943 г.)
- 1858 г. – Гонбей Ямамото, министър-председател на Япония († 1933 г.)
- 1866 г. – Цани Калянджиев, основател и първи ректор на Икономически университет - Варна († 1944 г.)
- 1878 г. – Пол Рейно, 114-ият премиер на Франция († 1966 г.)
- 1879 г. – Александър Илиев, български революционер († 1901 г.)
- 1881 г. – П. Г. Удхаус, английски писател († 1975 г.)
- 1893 г. – Карол II, крал на Румъния († 1953 г.)
- 1895 г. – Димитър Хаджилиев, български писател († 1960 г.)
- 1896 г. – Селестин Френе, френски педагог († 1966 г.)
- 1897 г. – Иля Илф, руски писател сатирик († 1937 г.)
- 1900 г. – Христо Динев, български артист († 1977 г.)
- 1904 г. – Волфганг Вайраух, немски поет и белетрист († 1980 г.)
- 1905 г. – Анджело Скиавио, италиански футболист и треньор († 1990 г.)
- 1915 г. – Ицхак Шамир, израелски политик, седми министър-председател на Израел († 2012 г.)
- 1919 г. – Димитър Дойчинов, български футболист и треньор († 2011 г.)
- 1920 г. – Марио Пузо, американски писател († 1999 г.)
- 1921 г. – Борис Ненов, български художник († 2000 г.)[1]
- 1923 г. – Итало Калвино, италиански писател († 1985 г.)
- 1924 г. – Лий Якока, американски бизнесмен († 2019 г.)
- 1926 г. – Мишел Фуко, френски философ († 1984 г.)
- 1929 г. – Милорад Павич, сръбски писател († 2009 г.)
- 1935 г. – Огнян Дойнов, български комунист († 2000 г.)
- 1944 г. – Сали Бериша, президент на Албания
- 1944 г. – Дейвид Тримбъл, северноирландски политик, Нобелов лауреат († 2022 г.)
- 1945 г. – Неофит, български патриарх († 2024 г.)
- 1949 г. – Михаел Кьолмайер, австрийски писател
- 1953 г. – Иван Чомаков, български политик
- 1954 г. – Скот Бакула, американски актьор
- 1954 г. – Бони Петрунова, българска археоложка, директор на Националния исторически музей към БАН от 2017 г.
- 1955 г. – Добромир Тонев, български поет († 2001 г.)
- 1969 г. – Ванеса Марсил, американска актриса
- 1969 г. – Мариус Куркински, български актьор и режисьор
- 1969 г. – Доминик Уест, английски актьор
- 1971 г. – Нико Ковач, хърватски футболист
- 1971 г. – Стойчо Стоилов, български футболист
- 1975 г. – Павел Майков, руски актьор
- 1976 г. – Седрик Бардон, френски футболист
- 1976 г. – Стоил Рошкев, български писател
- 1977 г. – Давид Трезеге, френски футболист
- 1979 г. – Пол Робинсън, английски футболист, вратар
- 1981 г. – Елена Дементиева, руска тенисистка
- 1981 г. – Кийша Коул, американска певица
- 1988 г. – Месут Йозил, германски футболист от турски произход
- 1989 г. – Антъни Джошуа, британски професионален боксьор

## Починали
- 889 г. – Евтимий Солунски, източноправославен светец (* 824 г.)
- 1002 г. – Анри Велики, херцог на Бургундия (* 946 г.)
- 1564 г. – Андреас Везалий, брабантски анатом и хирург (* 1514 г.)
- 1817 г. – Йохан Лудвиг Буркхард, швейцарски изследовател (* 1784 г.)
- 1817 г. – Тадеуш Косцюшко, полски национален герой (* 1746 г.)
- 1865 г. – Андрес Бельо, венециански писател, филолог и държавник (* 1781 г.)
- 1915 г. – Теодор Бовери, германски биолог (* 1862 г.)
- 1917 г. – Мата Хари, нидерландска шпионка (* 1876 г.)
- 1934 г. – Реймон Поанкаре, президент на Франция (* 1860 г.)
- 1937 г. – Йордан Йовков, български писател (* 1880 г.)
- 1945 г. – Пиер Лавал, френски политик (* 1883 г.)
- 1946 г. – Херман Гьоринг, висш германски офицер и военнопрестъпник (* 1893 г.)
- 1953 г. – Георги Овчаров, български архитект (* 1889 г.)
- 1978 г. – Флойд Олпорт, американски психолог († 1890 г.)
- 1979 г. – Джейкъб Дивърс, американски генерал (* 1887 г.)
- 1980 г. – Апостолос Николаидис, гръцки спортист (* 1896 г.)
- 1983 г. – Тамара Янкова, българска пианистка (* 1907 г.)
- 1989 г. – Данило Киш, писател и преводач (* 1935 г.)
- 2006 г. – Христо Андоновски, македонски историк (* 1917 г.)
- 2008 г. – Людмила Добринова, български музикален деятел (* 1932 г.)
- 2012 г. – Нородом Сианук, крал на Камбоджа (* 1922 г.)

## Празници
- Международен ден на белия бастун
- Световен ден на чистите ръце
- Бразилия – Ден на учителя

1. ↑  Съюзът на българските художници отбелязва 100 години от рождението на Борис Ненов